# Italochrysa temerata
Italochrysa temerata är en insektsart som först beskrevs av Navás 1914.  Italochrysa temerata ingår i släktet Italochrysa och familjen guldögonsländor. Inga underarter finns listade i Catalogue of Life.